# بانيا لوكا

موقع بنيالوكا ضمن جمهورية صرب البوسنة

بنيا لوكا أو بنيالوكا (بالصربية السيريلية: Бања Лука أو Бањалука) هي ثاني أكبر مدن البوسنة والهرسك، كما أنها أكبر وأكثر المدن تطوراً في كيان جمهورية صرب البوسنة، حيث يقطن منطقة بلدية بنيالوكا حوالي ربع مليون نسمة. يوجد في المدينة جامعة بنيا لوكا فضلاً عن العديد من المعاهد الأخرى. وتشتهر المدينة بجادّاتها المشجرة وحدائقها ومنتزهاتها.

## حرب البوسنة وما بعدها
في فترة التسعينات من القرن العشرين شهدت المدينة العديد من التحولات في غمار حرب البوسنة والهرسك. ومع إنشاء كيان جمهورية صرب البوسنة باتت بنيالوكا بمثابة مركز الكيان. يقدر بأن 40 ألف من صرب كرواتيا قد لجؤوا إلى المدينة، في حين أن كل البوسنيين المسلمين والكروات تقريباً في المدينة والبالغ عددهم نحو 60 ألفاً قد تم طردهم أثناء الحرب، كما دمرت جميع المساجد الستة عشر التي كانت في المدينة.
وفي عام 2001 قام آلاف الوطنيون المتطرفون الصرب بمهاجمة البوسنيين أثناء الاحتفال بإعادة بناء مسجد تاريخي من القرن الخامس عشر كان قد تم تدميره أثناء حرب البوسنة. بعض الدلائل أشارت إلى تواطؤ الشرطة.

## توأمة
لبانيا لوكا اتفاقيات توأمة مع كل من:
- موديعين-مكابيم-ريعوت (2010 - )[10]
- نوفي ساد (2006 - )[10]
- سريمسكا ميتروفيتشا [10]
- باتراس (1995 - )[10]
- كايسرسلاوترن (2003 - )[10]
- كامبوباسو (2010 - )[10]
- بيتونتو (2008 - )[10]
- زمون [الإنجليزية]‏
- فوكشاني
- هكاري
- باري (2007 - )[10]
- موسكو (2003 - )[10]
- كراني (1965 - )[10]
- غراتس
- Västerås Municipality [الإنجليزية]‏
- لفيف (2005 - )[10]
- بلغراد (2003 - )[10]

## أعلام
- زلاتان مسلموفيتش
- نيفين سوبوتيتش
- ماريان بينش
- إيفان ليوبيسيتش
- ميلان فاسيتش